# Lucé (Orne)
Lucé is een plaats en voormalige gemeente in het Franse departement Orne in de regio Normandië en telt 83 inwoners (2009). De plaats maakt deel uit van het arrondissement Alençon.

## Geschiedenis
Lucé is op 1 januari 2016 gefuseerd met de gemeenten La Baroche-sous-Lucé, Beaulandais, Juvigny-sous-Andaine, Loré, Saint-Denis-de-Villenette en Sept-Forges tot de gemeente Juvigny Val d'Andaine. 

## Geografie
De oppervlakte van Lucé bedraagt 6,0 km², de bevolkingsdichtheid is dus 13,8 inwoners per km².
De onderstaande kaart toont de ligging van Lucé (Orne) met de belangrijkste infrastructuur en aangrenzende gemeenten.

## Demografie
Onderstaande figuur toont het verloop van het inwonertal (bron: INSEE-tellingen).
La Baroche-sous-Lucé · Beaulandais · Juvigny-sous-Andaine · Loré · Lucé · Saint-Denis-de-Villenette · Sept-Forges